# Nuoren voiman liitto

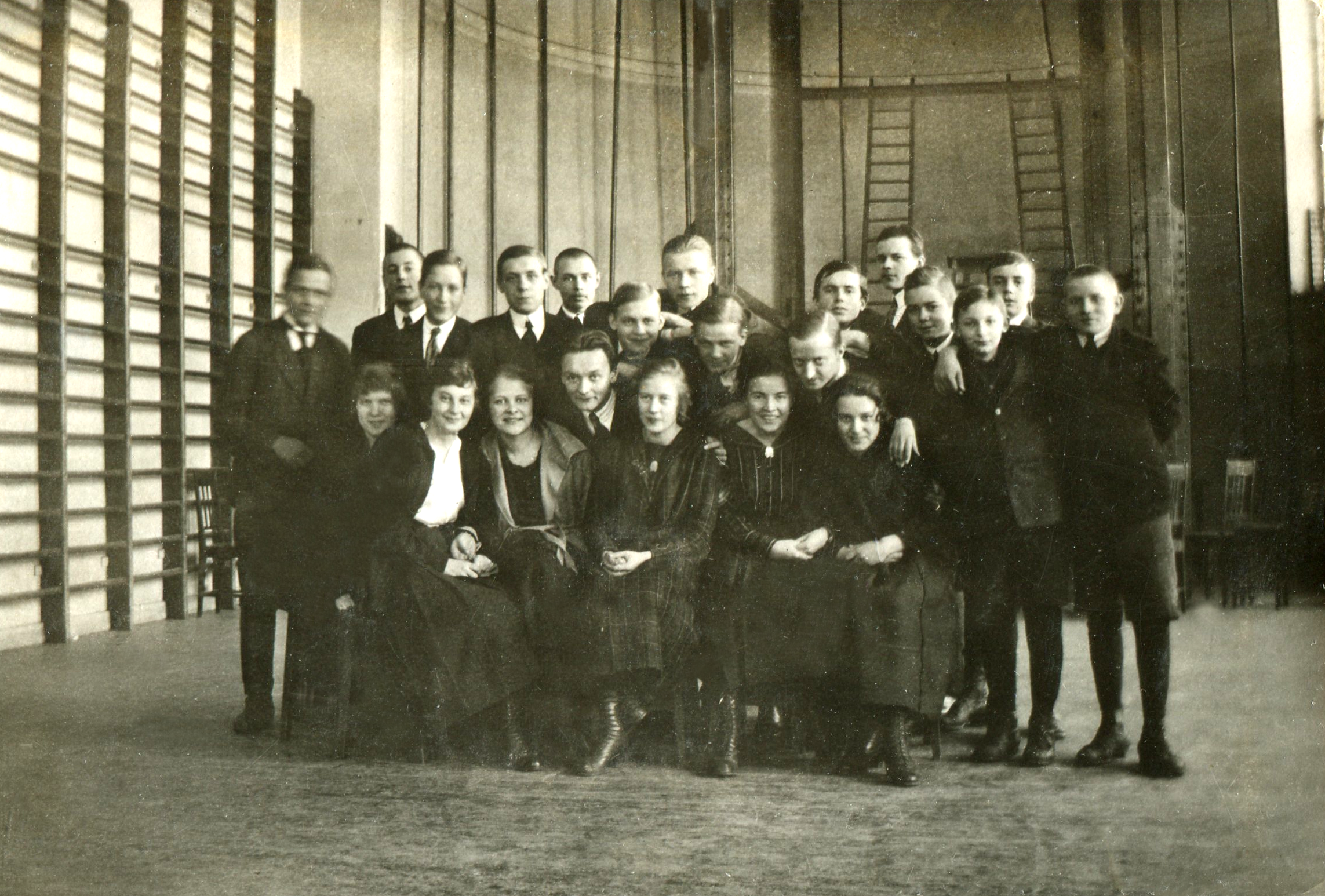
Medlemmar av Nuoren voiman liitto 1922.

Nuoren voiman liitto (NVL) är en riksomfattande finländsk kulturorganisation för ungdomar med säte i Helsingfors, grundad 1921. 
Föreningen, som bildades kring tidskriften Nuori Voima (grundad 1908, har varit en sammanslutning för bland annat amatörförfattare, -kompositörer, -målare och -fotografer. Numera har litteraturen den största platsen i föreningens verksamhet. Utom tidskriften, som koncentrerar sig kring olika teman (6 nummer/år), arrangerar NVL skrivarkurser och -tävlingar samt kulturevenemang. Därtill ger litteraturkritiker bedömningar över insända litterära alster. Sedan 1994 verkar inom föreningens ramar poesi- och bokklubben Elävien runoilijoiden klubi, som är ett samarbete mellan NVL och bokförlaget WSOY. Klubben arrangerar poesievenemang, inbjuder utländska poeter samt har gjort poesin synlig bland annat i allmänna fortskaffningsmedel och på restauranger. Föreningen utdelar det årliga Nuori voima-kulturpriset, vars prissumma är 1 euro. NVL har spelat en kulturhistoriskt betydelsefull roll; bland annat författargruppen Tulenkantajat har utgått därifrån.